# Fear
A Fear amerikai hardcore-punk zenekar.

## Története
1977-ben alakultak meg Los Angelesben. A hardcore punk és punk műfaj egyik úttörő alakjainak számítanak.  Fennállásuk alatt 5 nagylemezt jelentettek meg. Az évek alatt alaposan lecserélődött a felállás, mára csak Lee Ving énekes az egyetlen eredeti tag. 1982-től 1984-ig még a Red Hot Chili Peppers-ből már jól ismert Flea is játszott a Fear-ben. Hírnevüket a Saturday Night Live műsorban történt 1981-es fellépésük után érték el.

## Tagok
- Lee Ving - ének, ritmusgitár (1977-)
- Andrew Jamiez - dobok (1993-)
- Paul Lerma - basszusgitár, vokál (2010-)
- Dave Stark - gitár, vokál (2011-)

## Diszkográfia
- The Record (1982)
- More Beer (1985)
- Have Another Beer with FEAR (1995)
- American Beer (2000)
- The Fear Record (2012, a 2000-es "The Record" újra felvett változata)